# Paribar
Paribar foi um bar localizado na cidade de São Paulo, na Praça Dom José Gaspar inaugurado em 1949 e que se tornou um ponto de efervescência cultural nas décadas de 1950, 1960 e 1970, onde circularam diversos intelectuais, políticos, jornalistas e poetas.
A mística do lugar vinha dos seus frequentadores ilustres. Nos anos 1950, abrigaram-se sob aquele toldo verde e branco (e nas cadeiras de vime) nomes como os pintores Tarsila do Amaral e Cândido Portinari; o intelectual e escritor Sérgio Milliet (que tinha uma mesa cativa por lá); e até políticos como Jânio Quadros, Ademar de Barros e Delfim Netto.
O Paribar ainda fez parte da vida de Marcos Rey, cliente assíduo do lugar entre os anos 1950 e 1970. O escritor colocou o estabelecimento como um dos personagens do conto O Bar dos Cento e Tantos Dias. No texto, ele descrevia um publicitário desempregado que passava os dias em uma mesinha de rua de um bar no centro da cidade. Em determinado momento da narrativa, o homem sentenciava: "com um pouco de concentração e paciência, se pode ver os mortos passarem".
Dentre os nomes internacionais, constam Che Guevara, quando esteve no Brasil em 1961 para receber das mãos do então presidente Jânio Quadros a Grã Cruz da Ordem Nacional do Cruzeiro do Sul, além de Mick Jagger e Keith Richards, entre os anos de 1978 e 1979, período em que estavam em São Paulo e hospedados no Hotel Jaraguá. Seu nome resulta da junção das sílabas iniciais de 'Pastifício, Ristorante e Bar'.
| “                                                                                   | “O Paribar, atrás da Biblioteca Pública Municipal, foi um dos nossos bares mais frequentados. Cheguei a acreditá-lo eterno, um postal da cidade. Lá se servia de tudo, até o papo inteligente de Sérgio Milliet, então o mais refinado dos intelectuais paulistas. Era delicioso sentar-se no Paribar e ver o povo passar. | ” |
| — Marcos Rey (1925-1999) Numa crônica escrita em 1998 para a revista Veja São Paulo | |   |

## Histórico e encerramento
A casa, que fica atrás da Biblioteca Mário de Andrade e fazia um sucesso entre a intelectualidade paulistana, operou entre os anos 50 e 80, quando fechou, mais precisamente no dia 19 de setembro de 1983. Em 2005 foi comprado pelo empresário Luiz Campiglia que inicialmente desconhecia o passado do imóvel. No ponto, ele tocava um café-restaurante, o "Santa Fé".
| “ | "Em 2005, eu inaugurava o Santa Fé. O restaurante foi muito bem. Era uma novidade. Mas sempre entrava alguém aqui lembrando que neste lugar havia existido o Paribar. Aquilo foi ficando na minha cabeça." | ” |
| — Luiz Campiglia, https://dcomercio.com.br/publicacao/s/paribar-70-anos-de-resistencia-boemia-em-sao-paulo | |   |

Em pouco tempo, o restaurante Santa Fé esbarraria em um problema legal. O nome já tinha registro. Era preciso trocá-lo.
| “ | Foi quando eu pedi para a advogada consultar o nome Paribar. Não estava registrado. Eu, que estava encantado pelo centro, iniciei um processo de registro - que levou cinco anos. Como todo dia entrava alguém aqui para me contar coisas do Paribar, fui reconstruindo e construindo o lugar mentalmente até reabri-lo em 2010. | ” |
| — Luiz Campiglia, https://dcomercio.com.br/publicacao/s/paribar-70-anos-de-resistencia-boemia-em-sao-paulo | |   |

Então o empresário ressuscitou o bar à sua maneira, bem distante do original em 2010. O bar foi reaberto, mais precisamente, no dia 7 de abril de 2010.
O estabelecimento fechou em 26 de setembro de 2022. Problemas com o contrato de locação e o aumento da violência no Centro contribuíram para o fechamento, além das questões administrativas.